# Mełeszkiw
Mełeszkiw (ukr. Мелешків) – wieś na Ukrainie, w obwodzie winnickim, w rejonie hajsyńskim, w hromadzie Hajsyn. W 2001 liczyła 729 mieszkańców.